# 陶陶巴尼奥区
陶陶巴尼奥区（匈牙利語：Tatabányai járás），是匈牙利科马罗姆-埃斯泰尔戈姆州的一个区，总面积331.65平方公里，总人口85,691人（2011年），人口密度258人/平方公里。中心城市为陶陶巴尼奧。

## 市镇
陶陶巴尼奥区包含一个州级市和9个村庄。